# Ванадат железа(III)
Ванадат железа(III) — неорганическое соединение, 
соль железа и ортованадиевой кислоты с формулой FeVO4,
красно-коричневые кристаллы.

## Получение
- Спекание оксидов железа и ванадия:

{\displaystyle {\mathsf {Fe_{2}O_{3}+V_{2}O_{5}\ {\xrightarrow {750^{o}C}}\ 2FeVO_{4}}}}

## Физические свойства
Ванадат железа(III) образует красно-коричневые кристаллы нескольких модификаций:
- ромбическая сингония, параметры ячейки a = 0,53 нм, b = 0,791 нм, c = 0,593 нм.
- триклинная сингония, пространственная группа P 1, a = 0,6719 нм, b = 0,8060 нм, c = 0,9254 нм, α = 96,65°, β = 106,57°, γ = 101,60°, Z = 6.
- при высоком давлении (около 60 000 ат) происходит фазовый переход в фазу с параметрами ячейки a = 0,4491 нм, b = 0,4900 нм, c = 0,5530 нм.
- при низкой температуре в 15,7 К происходит фазовый переход в антиферромагнитное состояние.